# Mónica Rincón
Mónica Patricia Rincón González (Concepción, 17 de diciembre de 1975) es una periodista y conductora de noticias chilena. Es parte de CNN Chile y columnista en CIPER Chile.

## Familia y estudios
Es hija del matrimonio formado por Ricardo Rincón Iglesias y Luisa González Cofré. Su hermano Rodrigo es periodista; Ricardo, político y exdiputado; Ximena, política y exministra de Trabajo; y Paulina, psicóloga.
Estudió en el colegio Carmela Romero de Espinosa de las madres dominicas de Concepción, desde donde salió con promedio 6,9. Posteriormente ingresó en la Universidad Católica a estudiar periodismo, obtuvo la beca Matrícula de Honor y egresó siendo la mejor alumna de su generación. Tiene también una maestría en Ciencias Políticas de la Universidad Andrés Bello.

### Matrimonio e hijos
Está casada con José Manuel Galdames, con quien tuvo mellizos en 2011, Vicente y Clara Galdames, pero su hija falleció el 30 de noviembre de 2013 producto de los problemas cardíacos relacionados con el síndrome de Down que presentaba.

## Vida profesional
En 1994, participó en el concurso de belleza Miss 17.
En 1998 realizó su práctica en el Departamento de Prensa de Canal 13, ese mismo año fue llamada a trabajar en el Departamento de Prensa de Televisión Nacional de Chile, y a partir de entonces comenzó reporteando y haciendo despachos. Realizó reportajes fuera de Chile en países como Francia, Nicaragua, Argentina, México, entre otros.
En junio de 2001 condujo temporalmente, junto con la también periodista Cecilia Serrano, la Edición vespertina de 24 horas, en reemplazo de Isabel Tolosa, quien renunció para dedicarse a ser editora periodística del programa de servicios, Buenas tardes, Eli. Este reemplazo duró hasta julio del mismo año cuando la periodista María Jesús Sainz asumió la conducción definitiva.
Tras seis años como reportera, en marzo de 2004 asumió la conducción de los noticieros de 24 horas en la mañana (junto a Mauricio Bustamante y Mónica Pérez hasta 2007), 24 horas informa junto a Bustamante y, al año siguiente, asumió la conducción del programa La cultura entretenida del cual fue también su editora periodística durante 3 años. Por cinco años condujo los fines de semana 24 horas al día.
Desde el 5 de marzo de 2009, fue uno de los dos rostros ancla del Canal 24 horas, la nueva señal de noticias de TVN, junto a Alejandro Guillier. Ahí condujo con Gonzalo Ramírez La mañana informativa, donde creó el primer programa de análisis internacional de la televisión chilena: En qué mundo vives, espacio del cual fue además su editora periodística.
Además de sus trabajos en televisión, Rincón ha estado en las radios Zero, Bío-Bío (2007) y Amadeus (2009). 
Ha encabezado las transmisiones de importantes hechos noticiosos, dando al mundo la noticia de la muerte de Augusto Pinochet, y de Osama bin Laden. También fue la primera periodista de televisión que informó sobre el terremoto en Chile del 27 de febrero de 2010 vía TVN.
En 2011 asumió la conducción del programa político Estado nacional junto a Juan José Lavín y el 18 de mayo del año siguiente se despidió de TVN y el Canal 24 horas, y pasó a CNN Chile para presentar el noticiero central de dicho canal junto a Daniel Matamala. Participó en Ojos que ven corazón que siente. 
Aparte de CNN Prime, conduce el programa de análisis internacional Cable a Tierra y el primer y único programa sobre discapacidad de la televisión chilena: Conciencia inclusiva.
Fue la periodista representante de Chilevisión en el debate presidencial previo a la segunda vuelta presidencial en 2017, con Sebastián Piñera y Alejandro Guillier como candidatos.  Luego de la creación de la alianza informativa entre CNN Chile y la señal de televisión abierta Chilevisión (en esos momentos también propiedad de Turner), que se creó en 2018, Rincón también pasó a ser rostro y reportera de Chilevisión noticias, conduciendo la edición central y representando a ambas señales en los noticiarios, eventos especiales, debates, transmisiones en conjuntos, entre otros. Tras la venta de Chilevisión por parte de WarnerMedia a ViacomCBS (hoy Paramount) en 2021, la alianza fue disuelta, siendo los servicios informativos separados y volviendo a funcionar de manera independiente, cuestión que se concretó el 31 de marzo de 2022. Así, Mónica dejó de aparecer y ser rostro de CHV pasando a estar exclusivamente en CNN Chile y volviendo a conducir la edición central de CNN Chile, CNN Prime, que había sido reemplazada en 2019.
Entre 2017 y 2018 y desde 2020, es panelista del programa de análisis político Tolerancia cero. Además es columnista de CIPER Chile.

## Trayectoria profesional

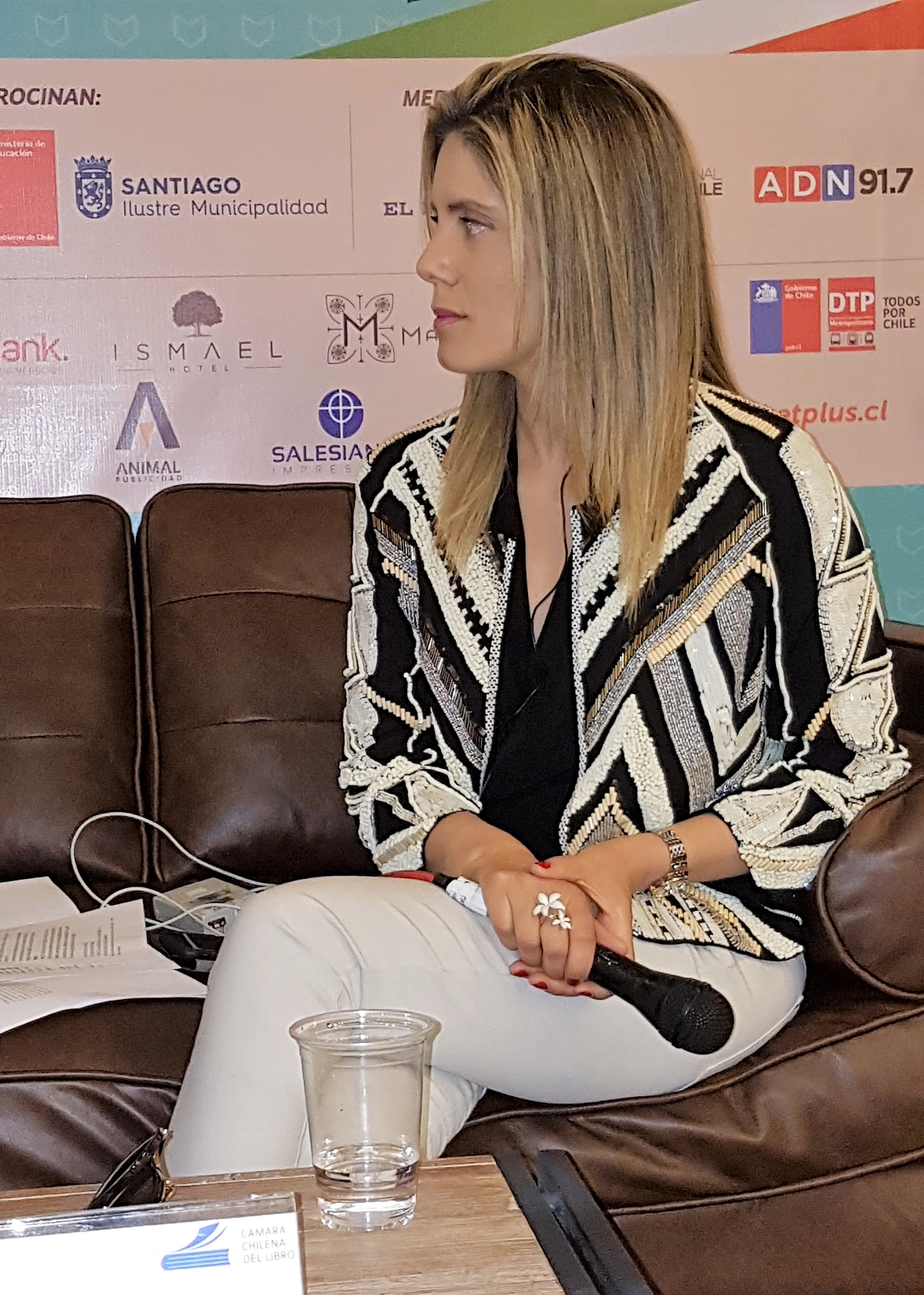
Mónica Rincón en la FILSA 2017

- 24 horas (reportera y conductora, 1998-2012)
- Buenos días a todos (panelista, 2009-2011)
- La cultura entretenida (conductora, 2005-2011)
- La mañana informativa (conductora, 2009-2011)
- En qué mundo vives (conductora, 2009-2011)
- Estado nacional (conductora, 2009, 2011)
- Mano a mano (conductora, 2010-2012)
- Hora clave (conductora, 2010)
- Noticias 24 (conductora, 2012)
- CNN Prime (conductora, 2012-2019, 2022-presente)
- Tolerancia cero (panelista, 2017-presente)
- MR Marca Registrada (conductora, 2018-presente)
- Conciencia Inclusiva (conductora, 2018-presente)
- CHV Noticias (conductora, 2019-2022)

## Premios
- Premio Energía de Mujer, Enel, 2008[12]
- Mujer destacada de Wizo 2017[13]
- Parte del ranking 2018 de las 50 mujeres más influyentes, creado por el diario La Tercera[14]
- Periodista del año, entregado por la Universidad Adolfo Ibáñez en 2018[15]